# Chikkounshi Hosur, Hangal
Chikkounshi Hosur là một làng thuộc tehsil Hangal, huyện Haveri, bang Karnataka, Ấn Độ.